# 高開道
高 開道（こう かいどう、生年不詳 - 624年）は、中国の隋末唐初の民衆叛乱の指導者。本貫は滄州陽信県。

## 生涯
高開道は塩業を営む家に生まれた。若くして勇敢で腕力にすぐれ、走っては奔馬に匹敵した。隋の大業末年、河間の格謙に従った。ときに格謙が隋の兵に囲まれて捕らわれ、側近は逃げ散り、救出する者がなかったので、開道が単身で奮戦して数十人を殺し、格謙を解放させた。このため将軍に取り立てられた。格謙が隋に滅ぼされると、残党百人あまりとともに海岸の入り組んだ地帯に身をひそめた。のちに滄州に出ては略奪し、数百人を集めると、北上しながら城鎮を掠め、臨渝から懐遠鎮にいたる一帯をみな撃破し、領有した。兵を率いて北平を囲み下せなかったが、618年に守将の李景が支えられなくなって逃亡すると、北平の城を取り、西進して漁陽郡を奪った。鎧をつけた馬は数千、部衆は一万人におよぶと、開道は燕王を自称した。
懐戎県の沙門の高曇晟が県令を殺して大乗皇帝を自称すると、開道と兄弟の契りを結んだ。開道は斉王の封を受け、五千人を率いて従った。3ヶ月後、高曇晟を殺して、その部衆を吸収した。再び燕王を称し、始興の元号を建て、百官を置いた。
620年、竇建徳が羅芸を幽州で包囲すると、羅芸が救援を求めてきたので、開道は二千騎を率いて向かった。竇建徳が包囲を解いて去ると、羅芸の仲介により唐に帰順し、蔚州総管・上柱国となり、北平郡王に封ぜられ、李姓を賜った。621年、幽州が飢饉にみまわれ、開道は羅芸に穀物の援助を約束し、幽州の老人や子どもに手厚くもてなした。羅芸は喜び、さらに兵三千と車数百台、千頭あまりの驢馬を送って、穀物の供給を頼んだ。しかし開道はこれをことごとく抑留し、北は突厥と結び、羅芸に絶縁を宣告した。三たび燕王を称して、劉黒闥とともに唐に攻め込んだ。開道は易州を攻めて勝てなかったので、偽降の使者として部将の謝稜を羅芸のもとに送り、援兵を請わせた。羅芸は了承してその軍が懐戎に向かう途中、謝稜がこれを撃破した。開道が突厥を道案内したので、恒州・定州・幽州・易州などはいずれも被害を受けたという。623年、頡利可汗は開道が攻城道具の製作に長けていたので、ともに馬邑を攻めて、これを抜いた。ときに隋末唐初の群雄は唐に平定されつつあったが、開道はたびたび唐を裏切っていたため、殺されることを恐れて突厥を頼みにした。しかし開道の将士は山東の人が多く、唐に帰順したいと考えており、部衆も戦乱に倦んでいた。
624年、劉黒闥の部将だった張君立が亡命してくると、開道の部将の張金樹と結び、開道に叛いた。開道は追いつめられて、妻子を縊死させた後に、自らも死を選んだ。張金樹は開道の養子たちをみな斬り、また張君立も殺して唐に帰順した。唐は開道の旧領を北燕州とし、張金樹を北燕州都督に任じた。

## 伝記資料
- 『旧唐書』巻55 列伝第5「高開道伝」
- 『新唐書』巻86 列伝第11「高開道伝」